# Uczelniany Koszykarz Roku Konferencji Big Ten NCAA

Logo konferencji Big 10.

Uczelniany Koszykarz Roku Konferencji Big Ten NCAA (oficjalna nazwa: Big Ten Conference Men's Basketball Player of the Year) – koszykarska nagroda przyznawana corocznie, od 1985, najlepszemu koszykarzowi konferencji Big Ten NCAA.
Jedynie czterech zawodników w historii uzyskało nagrodę więcej niż jeden raz, byli to Jim Jackson z Ohio State (1991, 1992), Mateen Cleaves z Michigan State (1998, 1999), Luka Garza z Iowa (2020, 2021) i Zach Edey z Purdue (2023, 2024). Ośmiu laureatów uzyskało także co najmniej jeden z tytułów zawodnika roku NCAA: Jim Jackson (1992), Calbert Cheaney z Indiany (1993), Glenn Robinson z Purdue (1994), Evan Turner z Ohio State (2010), Trey Burke z Michigan (2013), Frank Kaminsky z Wisconsin (2015), Garza (2021) i Edey (2023, 2024).
Uczelnia Michigan State miała w swoich szeregach najwięcej laureatów (9). Dziewięć obecnych zespołów Big Ten nie wyłoniło jeszcze zwycięzcy: członkowie z Maryland, Nebraski, Northwestern, Penn State i Rutgers oraz cztery szkoły, które dołączyły w 2024 r. — Oregon, Washington, UCLA i USC.

## Laureaci
| ^            | Zawodnicy współdzielący tytuł zawodnika roku |
| *            | Nagrodzeni tytułem Krajowego Akademickiego Koszykarza Roku według: Helms Foundation (1904–05 do 1978–79) United Press International (1954–55 do 1995–96) kapituły Naismitha (od 1968–69) kapituły Johna R. Woodena (od 1976–77) |
| Zawodnik (X) | Cyfra w nawiasie oznacza zawodnika, który zdobył tytuł Zawodnika Roku Big 10 więcej niż jeden raz |
| Freshman     | – zawodnik pierwszoroczny |
| Sophomore    | – zawodnik drugoroczny |
| Junior       | – zawodnik trzecioroczny |
| Senior       | – zawodnik ostatniego roku |

| Sezon    | Zawodnik           | Uczelnia       | Pozycja | Status    | Przyp. |
| -------- | ------------------ | -------------- | ------- | --------- | ------ |
| 1984–85  | Roy Tarpley        | Michigan       | PF/C    | Junior    |        |
| 1985–86  | Scott Skiles       | Michigan State | PG      | Senior    |        |
| 1986–87  | Dennis Hopson      | Ohio State     | SF      | Senior    |        |
| 1987–88  | Gary Grant         | Michigan       | PG      | Senior    |        |
| 1988–89^ | Jay Edwards        | Indiana        | SG      | Sophomore |        |
| 1988–89^ | Glen Rice          | Michigan       | SG/SF   | Senior    |        |
| 1989–90  | Steve Scheffler    | Purdue         | C       | Senior    |        |
| 1990–91  | Jim Jackson        | Ohio State     | SG      | Sophomore |        |
| 1991–92  | Jim Jackson* (2)   | Ohio State     | SG      | Junior    |        |
| 1992–93  | Calbert Cheaney*   | Indiana        | SF      | Senior    |        |
| 1993–94  | Glenn Robinson*    | Purdue         | SF      | Sophomore |        |
| 1994–95  | Shawn Respert      | Michigan State | SG      | Senior    |        |
| 1995–96  | Brian Evans        | Indiana        | PF      | Senior    |        |
| 1996–97  | Bobby Jackson      | Minnesota      | PG      | Senior    |        |
| 1997–98  | Mateen Cleaves     | Michigan State | PG      | Sophomore |        |
| 1998–99^ | Mateen Cleaves (2) | Michigan State | PG      | Junior    |        |
| 1998–99^ | Scoonie Penn       | Ohio State     | PG      | Junior    |        |
| 1999–00^ | A.J. Guyton        | Indiana        | SG      | Senior    |        |
| 1999–00^ | Morris Peterson    | Michigan State | SF      | Senior    |        |
| 2000–01  | Frank Williams     | Illinois       | PG      | Sophomore |        |
| 2001–02  | Jared Jeffries     | Indiana        | C       | Sophomore |        |
| 2002–03  | Brian Cook         | Illinois       | PF      | Senior    |        |
| 2003–04  | Devin Harris       | Wisconsin      | PG      | Junior    |        |
| 2004–05  | Dee Brown          | Illinois       | SG      | Junior    |        |
| 2005–06  | Terence Dials      | Ohio State     | PF      | Senior    |        |
| 2006–07  | Alando Tucker      | Wisconsin      | SF      | Senior    |        |
| 2007–08  | D. J. White        | Indiana        | PF      | Senior    |        |
| 2008–09  | Kalin Lucas        | Michigan State | PG      | Sophomore |        |
| 2009–10  | Evan Turner*       | Ohio State     | SG      | Junior    |        |
| 2010–11  | JaJuan Johnson     | Purdue         | C       | Senior    |        |
| 2011–12  | Draymond Green     | Michigan State | SF      | Senior    |        |
| 2012–13  | Trey Burke*        | Michigan       | PG      | Sophomore |        |
| 2013–14  | Nik Stauskas       | Michigan       | SG      | Sophomore | [ 1 ]  |
| 2014–15  | Frank Kaminsky*    | Wisconsin      | PF      | Senior    | [ 2 ]  |
| 2015–16  | Denzel Valentine   | Michigan State | SG      | Senior    | [ 3 ]  |
| 2016–17  | Caleb Swanigan     | Purdue         | PF      | Sophomore | [ 4 ]  |
| 2017–18  | Keita Bates-Diop   | Ohio State     | SF      | Junior    | [ 5 ]  |
| 2018–19  | Cassius Winston    | Michigan State | PG      | Junior    | [ 6 ]  |
| 2019–20  | Luka Garza         | Iowa           | C       | Junior    | [ 7 ]  |
| 2020–21  | Luka Garza* (2)    | Iowa           | C       | Senior    | [ 8 ]  |
| 2021–22  | Johnny Davis       | Wisconsin      | SG      | Sophomore | [ 9 ]  |
| 2022–23  | Zach Edey*         | Purdue         | C       | Junior    |        |
| 2023–24  | Zach Edey* (2)     | Purdue         | C       | Senior    | [ 10 ] |

## Zwycięzcy według uczelni
| Uczelnia (rok dołączenia) | Zwycięzcy | Lata                                                   |
| ------------------------- | --------- | ------------------------------------------------------ |
| Michigan State (1953)     | 9         | 1986, 1995, 1998, 1999†, 2000^, 2009, 2012, 2016, 2019 |
| Ohio State (1912)         | 7         | 1987, 1991, 1992, 1999^, 2006, 2010, 2018              |
| Indiana (1900)            | 6         | 1989†, 1993, 1996, 2000^, 2002, 2008                   |
| Purdue (1896)             | 6         | 1990, 1994, 2011, 2017, 2023, 2024                     |
| Michigan (1896)           | 5         | 1985, 1988, 1989^, 2013, 2014                          |
| Illinois (1896)           | 3         | 2001, 2003, 2005                                       |
| Wisconsin (1896)          | 3         | 2004, 2007, 2015                                       |
| Iowa (1900)               | 2         | 2020, 2021                                             |
| Minnesota (1896)          | 1         | 1997                                                   |
| Maryland (2014)           | 0         | —                                                      |
| Nebraska (2011)           | 0         | —                                                      |
| Northwestern (1896)       | 0         | —                                                      |
| Oregon (2024)             | 0         | —                                                      |
| Penn State (1993)         | 0         | —                                                      |
| Rutgers (2014)            | 0         | —                                                      |
| UCLA (2024)               | 0         | —                                                      |
| USC (2024)                | 0         | —                                                      |
| Washington (2024)         | 0         | —                                                      |